# Raimo Helminen

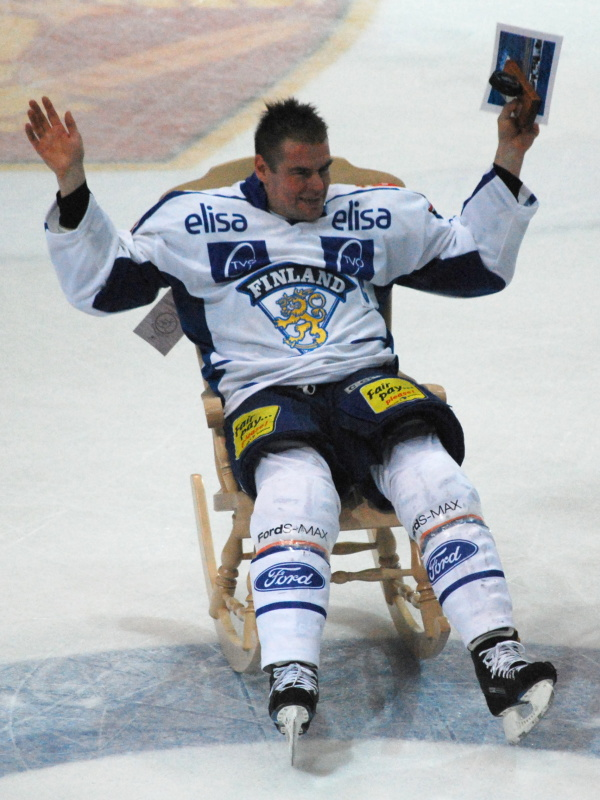
Symbolický odchod do hokejového důchodu po posledním zápase za finský národní tým

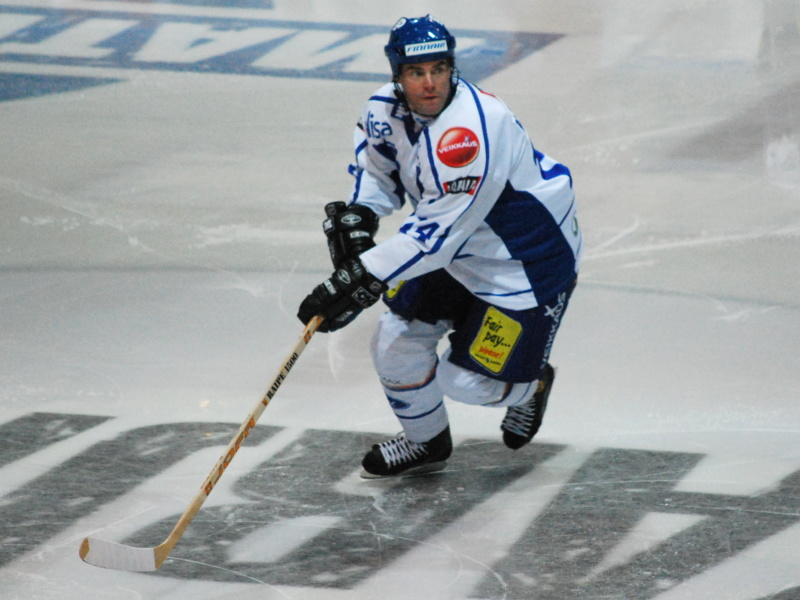
Raimo Helminen při svém posledním zápase za finský národní tým

Raimo Ilmari Helminen (* 11. března 1964, Tampere), přezdívaný Raipe, je bývalý finský profesionální hokejista a v současnosti hokejový trenér působící v SM-liize v týmu SaiPa.
Raimo Helminen zahájil svou profesionální kariéru v týmu finské ligy Ilves Tampere v roce 1982. V roce 1984 byl draftován týmem New York Rangers severoamerické NHL. V NHL odehrál celkem čtyři sezóny, kromě Rangers nastoupil také za Minnesota North Stars a New York Islanders. V roce 1990 se vrátil do Evropy, hrál nejdříve ve švédské lize za tým Malmö IF, v roce 1996 přestoupil do Ilves Tampere, kde také ukončil kariéru.
S finskou reprezentací získal Raimo Helminen tři olympijské medaile (stříbrnou v roce 1988 v Calgary, bronzovou v letech 1994 v Lillehammeru a 1998 v Naganu).
Reprezentoval také Finsko na jedenácti mistrovstvích světa (mimo jiné v roce 1995, odkud si přivezl zlatou medaili). V reprezentaci nastřílel 52 gólů a na dalších 155 přihrál.